# Liste de jeux vidéo Sim
Les jeux vidéo Sim forment une série de jeux vidéo s'inscrivant dans des genres divers. Créé par Maxis et désormais édité par Electronic Arts, cet univers de jeu comprend notamment les séries SimCity et Les Sims.

## SimCity

### Série principale
- SimCity (1989)
- SimCity 2000
- SimCity 3000
- SimCity 4
- SimCity Sociétés
- SimCity (2013)

### Jeux dérivés
- SimCopter
- Streets of SimCity
- SimCity 64
- SimCity DS
- SimCity DS 2
- SimCity Creator
- SimCity Social
- SimCity BuildIt

## Les Sims

### Série principale
- Les Sims
  - Les Sims : Ça vous change la vie
  - Les Sims : Surprise-partie
  - Les Sims : Et plus si affinités…
  - Les Sims : En vacances
  - Les Sims : Entre chiens et chats
  - Les Sims : Superstar
  - Les Sims : Abracadabra
- Les Sims 2
  - Les Sims 2 : Académie
  - Les Sims 2 : Nuits de folie
  - Les Sims 2 : La Bonne Affaire
  - Les Sims 2 : Animaux et Cie
  - Les Sims 2 : Au fil des saisons
  - Les Sims 2 : Bon Voyage
  - Les Sims 2 : Quartier libre
  - Les Sims 2 : La Vie en appartement
- Les Sims 3
  - Les Sims 3 : Destination Aventure
  - Les Sims 3 : Ambitions
  - Les Sims 3 : Accès VIP
  - Les Sims 3 : Générations
  - Les Sims 3 : Animaux & Cie
  - Les Sims 3 : Showtime
  - Les Sims 3 : Super-pouvoirs
  - Les Sims 3 : Saisons
  - Les Sims 3 : University
  - Les Sims 3 : Île de rêve
  - Les Sims 3 : En route vers le futur
- Les Sims 4
  - Les Sims 4 : Au travail
  - Les Sims 4 : Vivre ensemble
  - Les Sims 4 : Vie citadine
  - Les Sims 4 : Chiens et Chats
  - Les Sims 4 : Saisons
  - Les Sims 4 : Heure de gloire
  - Les Sims 4 : Îles paradisiaques
  - Les Sims 4 : A la fac
  - Les Sims 4 : Écologie
  - Les Sims 4 : Escapade enneigée
  - Les Sims 4 : Vie à la campagne

### Jeux dérivés
- Histoires de Sims
  - Les Sims : Histoires de vie
  - Les Sims : Histoires d'animaux
  - Les Sims : Histoires de naufragés
- Les Sims Medieval
  - Les Sims Medieval : Pirates et Nobles
- MySims
  - MySims Kingdom
  - MySims Party
  - MySims Racing
  - MySims Agents
  - MySims SkyHeroes
  - MySims Social (annulé)
- Déclinaisons sur consoles
  - Les Sims : Permis de sortir
  - Les Urbz : Les Sims in the City
  - Les Sims 2 : Naufragés
  - Les Sims 2 : Mes petits compagnons
  - The Urbz 2 (annulé)
- Les Sims Online
- Les Sims Carnival
- The Sims Social
- Les Sims Freeplay
- Les Sims Mobile
- SimsVille (annulé)[1]

## Autre jeux
- SimEarth: The Living Planet
- SimAnt
- SimLife
- SimFarm
- SimRefinery
- SimTower
- SimHealth
- SimIsle
- SimTown
- SimPark
- SimGolf
- SimTunes
- SimSafari
- Sid Meier's SimGolf
- SimAnimals
- SimMars (annulé)[2],[3]